# D-Z
D-Zは日本の音楽ユニット。1987年結成。リミックスを手がけるクリエイター・チームとして結成された。90年に「into The Night」(Micheal Fortunati)でリミックス・デビュー。その後、数々のリミックスを手がける傍ら、テクノロック・バンドとして活動している。

## メンバー
- 岡田 慎太郎 (NSR)
- 岡田 圭次郎
- 渡辺 雅樹
- 鷲尾 秀樹

## リリース曲
- Into You feat.Kam
- No Match (Pigz N Ratz) feat.Kam
- Behind The Fact feat.King A Lee
- Time Divine feat.King A Lee

## リミックスを手がけたアーティスト
- Every Little Thing
  - リミックスアルバム『THE REMIXES II』に「Shapes Of Love」のリミックスで参加
- TWO-MIX
  - リミックスアルバム『BPM "DANCE∞"』に「WHITE REFLECTION」のリミックスで参加
- 浜崎あゆみ
  - ayu-mi-xシリーズの常連。
- HΛL
- m.o.v.e